# Polyommatus
Polyommatus är ett släkte av fjärilar som beskrevs av Pierre André Latreille 1804. Polyommatus ingår i familjen juvelvingar.

## Dottertaxa tillPolyommatus, i alfabetisk ordning[1][2]
- Polyommatus addenda
- Polyommatus adulterinus
- Polyommatus afghana
- Polyommatus albescens
- Polyommatus albistria
- Polyommatus albocuneata
- Polyommatus albolimbata
- Polyommatus albolunulata
- Polyommatus albomarginata
- Polyommatus alboocellata
- Polyommatus albopicta
- Polyommatus alexis
- Polyommatus alpherakii
- Polyommatus alsus
- Polyommatus amandus
- Polyommatus amethystina
- Polyommatus amoena
- Polyommatus amor
- Polyommatus amorata
- Polyommatus amurensis
- Polyommatus analijuncta
- Polyommatus angulata
- Polyommatus anna
- Polyommatus anteros
- Polyommatus anticeolunata
- Polyommatus anticoapicalis
- Polyommatus anticostriata
- Polyommatus antilibanotica
- Polyommatus apicata
- Polyommatus apicata-caerulescens
- Polyommatus apicatacuneata
- Polyommatus apicatalunulata
- Polyommatus apicatasupracaerulea
- Polyommatus apicatathestylis
- Polyommatus apicatathetis
- Polyommatus apicojuncta
- Polyommatus arcua
- Polyommatus arcuata
- Polyommatus arene
- Polyommatus argus
- Polyommatus arionoides
- Polyommatus armena
- Polyommatus auratus
- Polyommatus auroextensa
- Polyommatus auropuncta
- Polyommatus aurosa
- Polyommatus baeticus
- Polyommatus bagus
- Polyommatus balearica
- Polyommatus barnumi
- Polyommatus basijuncta
- Polyommatus battenfeldi
- Polyommatus bellicarus
- Polyommatus biarcuata
- Polyommatus biformis
- Polyommatus blokeri
- Polyommatus boisduvali
- Polyommatus brunnea
- Polyommatus caeca
- Polyommatus caerulea
- Polyommatus caerulea-cuneata
- Polyommatus caeruleata
- Polyommatus caerulescens
- Polyommatus candalus
- Polyommatus candaon
- Polyommatus candiope
- Polyommatus candybus
- Polyommatus carmon
- Polyommatus carteri
- Polyommatus casanensis
- Polyommatus caudatanulla
- Polyommatus centrirufa
- Polyommatus chitralensis
- Polyommatus clara
- Polyommatus coluteae
- Polyommatus cometa
- Polyommatus costajuncta
- Polyommatus courvoisieri
- Polyommatus crassipuncta
- Polyommatus cupreus
- Polyommatus daedalus
- Polyommatus daphnis
- Polyommatus delerei
- Polyommatus dimorphus
- Polyommatus dingleri
- Polyommatus discreta
- Polyommatus dorsumstellae
- Polyommatus dorylas
- Polyommatus drasula
- Polyommatus droshana
- Polyommatus drunela
- Polyommatus duesseldorfensis
- Polyommatus dux
- Polyommatus dzhemagate
- Polyommatus ellisi
- Polyommatus elongata
- Polyommatus empyrea
- Polyommatus enaemon
- Polyommatus erigone
- Polyommatus eroides
- Polyommatus eros
- Polyommatus erotides
- Polyommatus euaemon
- Polyommatus eurypilus
- Polyommatus everesti
- Polyommatus everos
- Polyommatus eversmanni
- Polyommatus felicia
- Polyommatus fergana
- Polyommatus ferrana
- Polyommatus fimbrinotata
- Polyommatus firuskuhi
- Polyommatus flavastriata
- Polyommatus flaveoextensa
- Polyommatus flaveopuncta
- Polyommatus flaveosa
- Polyommatus flavocinctata
- Polyommatus forsteri
- Polyommatus fuchsi
- Polyommatus fulminans
- Polyommatus fulmineus
- Polyommatus fusca-albolunulata
- Polyommatus fusca-caerulescens
- Polyommatus fusca-cuneata
- Polyommatus fusca-semiclara
- Polyommatus fusca-supracaerulea
- Polyommatus fusca-thestylis
- Polyommatus fusca-thetis
- Polyommatus fusciolus
- Polyommatus germaniciae
- Polyommatus gigantea
- Polyommatus gigas
- Polyommatus gilgitica
- Polyommatus girschitschi
- Polyommatus glauca
- Polyommatus gooraisica
- Polyommatus gracilis
- Polyommatus grumi
- Polyommatus haberhaueri
- Polyommatus hakkariensis
- Polyommatus hayesi
- Polyommatus hemialpinum
- Polyommatus hissarica
- Polyommatus hofmanni
- Polyommatus hyrcanus
- Polyommatus icadius
- Polyommatus icarescheri
- Polyommatus icarinus
- Polyommatus icarius
- Polyommatus icarus
- Polyommatus impuncta
- Polyommatus impunctata
- Polyommatus iphis
- Polyommatus iphis-cuneata
- Polyommatus isaurica
- Polyommatus isauricoides
- Polyommatus italica
- Polyommatus janetae
- Polyommatus johannae
- Polyommatus juno
- Polyommatus kamtshadalis
- Polyommatus kashgharensis
- Polyommatus kwaja
- Polyommatus labienus
- Polyommatus lacon
- Polyommatus lama
- Polyommatus lanka
- Polyommatus latimargo
- Polyommatus laura
- Polyommatus legeri
- Polyommatus lehanus
- Polyommatus liliputana
- Polyommatus livida
- Polyommatus lockharti
- Polyommatus loewii
- Polyommatus lucetta
- Polyommatus lucia
- Polyommatus lucifera
- Polyommatus lucifuga
- Polyommatus lucina
- Polyommatus lunulata
- Polyommatus major
- Polyommatus margaritae
- Polyommatus marginelineata
- Polyommatus mariscolore
- Polyommatus menahensis
- Polyommatus menelaos
- Polyommatus minimus
- Polyommatus minor
- Polyommatus mixta
- Polyommatus myrza
- Polyommatus nana
- Polyommatus nepalensis
- Polyommatus nigrocuneata
- Polyommatus nigromaculata
- Polyommatus obsoleta
- Polyommatus omotoi
- Polyommatus omphisa
- Polyommatus oricus
- Polyommatus orientalis
- Polyommatus oro
- Polyommatus ottomanus
- Polyommatus ovo
- Polyommatus pallida
- Polyommatus pallidecolor
- Polyommatus pallidula
- Polyommatus pampholyge
- Polyommatus parameleager
- Polyommatus parvilunulata
- Polyommatus parvipuncta
- Polyommatus parvipuncta-icarinus
- Polyommatus parvula
- Polyommatus peilei
- Polyommatus persica
- Polyommatus pisorum
- Polyommatus polyphemus
- Polyommatus postclara
- Polyommatus posticoapicalis
- Polyommatus postico-extensa
- Polyommatus posticoinocellata
- Polyommatus postpulcherrima
- Polyommatus postzelleri
- Polyommatus privata
- Polyommatus pseuderos
- Polyommatus pseudocyllarus
- Polyommatus pulcherrima
- Polyommatus punctifera
- Polyommatus pupillata
- Polyommatus pygmaea
- Polyommatus quadripuncta
- Polyommatus radiata
- Polyommatus rasa
- Polyommatus robusta
- Polyommatus rosina
- Polyommatus rufoprivata
- Polyommatus rufopunctatus
- Polyommatus rufotincta
- Polyommatus rupala
- Polyommatus samudra
- Polyommatus sanoga
- Polyommatus sapphirus
- Polyommatus sardoa
- Polyommatus sarta
- Polyommatus sartoides
- Polyommatus schwingenschussi
- Polyommatus selengensis
- Polyommatus semiarcuata
- Polyommatus semiargus
- Polyommatus semicandiope
- Polyommatus semiclara
- Polyommatus semiicarinus
- Polyommatus semipersica
- Polyommatus septemargenteoguttata
- Polyommatus septentrionalis
- Polyommatus shingara
- Polyommatus sibirica
- Polyommatus sieversi
- Polyommatus soepiolus
- Polyommatus solskyi
- Polyommatus splendens
- Polyommatus splendida
- Polyommatus stigmatifera
- Polyommatus striata
- Polyommatus subalboocellata
- Polyommatus subobsoleta
- Polyommatus subtusminuspunctata
- Polyommatus subtus-obscurior
- Polyommatus subtusradiata
- Polyommatus suffescens
- Polyommatus sultan
- Polyommatus sultani
- Polyommatus superocellata
- Polyommatus supracaerulea
- Polyommatus szabokyi
- Polyommatus tatsienluica
- Polyommatus tetrapunctata
- Polyommatus teysmanni
- Polyommatus thersamon
- Polyommatus thersites-albolunata
- Polyommatus thersites-cuneata
- Polyommatus thersites-supracaerulea
- Polyommatus thersites-thestylis
- Polyommatus thersites-thetis
- Polyommatus thestylis
- Polyommatus thetis
- Polyommatus thetis-caeruleolunata
- Polyommatus tibetanus
- Polyommatus transiens
- Polyommatus transvehens
- Polyommatus tripuncta
- Polyommatus tripunctata
- Polyommatus tshetverikovi
- Polyommatus turanica
- Polyommatus tutti
- Polyommatus uniforma
- Polyommatus unipuncta
- Polyommatus uranicola
- Polyommatus uranites
- Polyommatus uyeni
- Polyommatus vacua
- Polyommatus varoricutalis
- Polyommatus wazira
- Polyommatus vidrasana
- Polyommatus violaceus
- Polyommatus virgularia
- Polyommatus wiskotti
- Polyommatus yanagawensis
- Polyommatus yarkundensis
- Polyommatus yildizae
- Polyommatus zelleri

## Bildgalleri

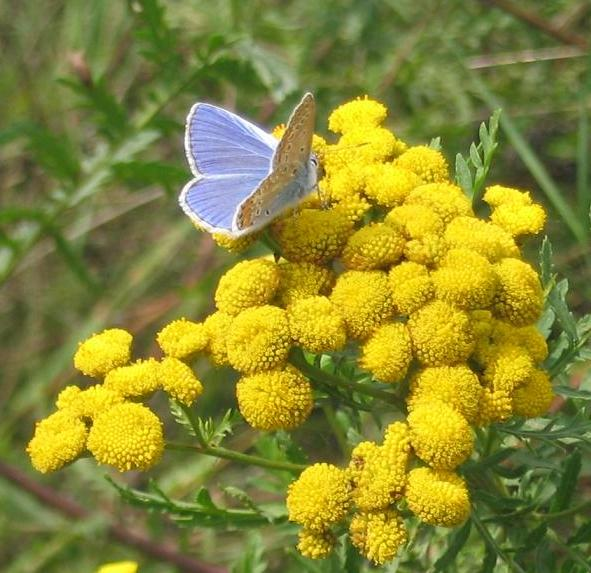